# Psammomys obesus
Psammomys obesus är en däggdjursart som beskrevs av Philipp Jakob Cretzschmar 1828. Psammomys obesus ingår i släktet Psammomys, underfamiljen ökenråttor och familjen råttdjur. Inga underarter finns listade.

## Beskrivning
En kraftigt byggd gnagare med en längd från nos till svansrot på 12 till 19 cm, en svanslängd på 9 till 16 cm och en vikt mellan 85 och 235 g. Pälsen på ovansidan varierar från blekbrun över rödaktig till mörkbrun, med en liten vit fläck bakom örat. Sidorna och buken är beiga. Ögonen är stora, och öronen små. Under pälsen är huden svart, troligtvis som ett skydd mot solens ultravioletta strålar. Svansen har samma färgmönster som pälsen i övrigt, men avslutas med en svart tofs.

## Ekologi
Arten är en dagaktiv art som lever i flera olika habitat likt öknar och halvöknar (gärna sandbaserade), klippig terräng och grässlätter (gärna på lössjord) under förutsättning att de saftiga buskar som utgör dess huvudföda (främst amarantväxter) växer där. Den äter även sädesfrön som korn. På grund av att buskarna ofta har ett högt saltinnehåll har arten mycket effektiva njurar som utsöndrar en kraftigt koncentrerad urin.
Arten utgör själv föda för många djur, som ormar, schakaler och rovfåglar som bland annat ugglor.
Psammomys obesus är en kortlivad art; vilda exemplar lever endast omkring 14 månader. I fångenskap kan den dock bli mellan 3 och 4 år.
Boet är ett komplicerat gångsystem under jord med latriner, förrådskammare, sovkammare och med 3 till 5 öppningar. Arten lever i kolonier, men varje bosystem har endast en invånare (utom under parningstiden, då en hel familj lever i det).

### Fortplantning
Psammomys obesus är polygyn; dominanta hanars revir är stora, och omfattar flera honrevir.
Honan blir könsmogen mellan 3 och 3,5 månaders ålder, hanen vid 4 månader. Mellan 1 och 7 outvecklade ungar föds efter 24 dagars dräktighet, vanligtvis mellan december och april. Honan får mellan 2 och 4 kullar under denna tid.

## Utbredning
Utbredningsområdet sträcker sig i Nordafrika från Mauretanien och Västsahara till Egypten, och vidare österut genom Sinaihalvön till Saudiarabien, Israel, Jordanien och Syrien.

## Status
IUCN kategoriserar arten globalt som livskraftig, och populationen är stabil. Arten betraktas på många håll som ett skadedjur.